# Patrick Osiako
Mzee Patrick Ooko Osiako, född 15 november 1986, är en kenyansk fotbollsspelare som spelar för Syrianska FF Enköping.

## Karriär
Osiakos moderklubb är East Coast Stars i Kenya. 2007 gick han till Mjällby AIF. Han spelade som innermittfältare med Daniel Nilsson när Mjällby AIF gick upp till Allsvenskan 2009.
I april 2016 värvades Osiako av FC Linköping City. I juli 2017 gick Osiako till IFK Haninge. Kort därefter skrev han på ett 1,5-årskontrakt med IFK Hässleholm. Säsongen 2020 gick Osiako till Syrianska Eskilstuna IF. 
I mars 2021 blev han klar för spel i division 4-klubben Syrianska FF Enköping. Osiako gjorde två mål på åtta matcher under säsongen 2021. Säsongen 2022 gjorde han två mål på fem matcher i division 5.